# Boca del Río (Veracruz)
Boca del Río is een voorstad van Veracruz in de Mexicaanse deelstaat Veracruz. Boca del Río heeft 10.980 inwoners (census 2005) en is de hoofdplaats van de gemeente Boca del Río.
De naam betekent 'riviermonding' in het Spaans, en verwijst naar het feit dat de stad aan de monding van de Río Jamapa is gelegen. De belangrijkste bronnen van inkomsten zijn de visserij en het toerisme.

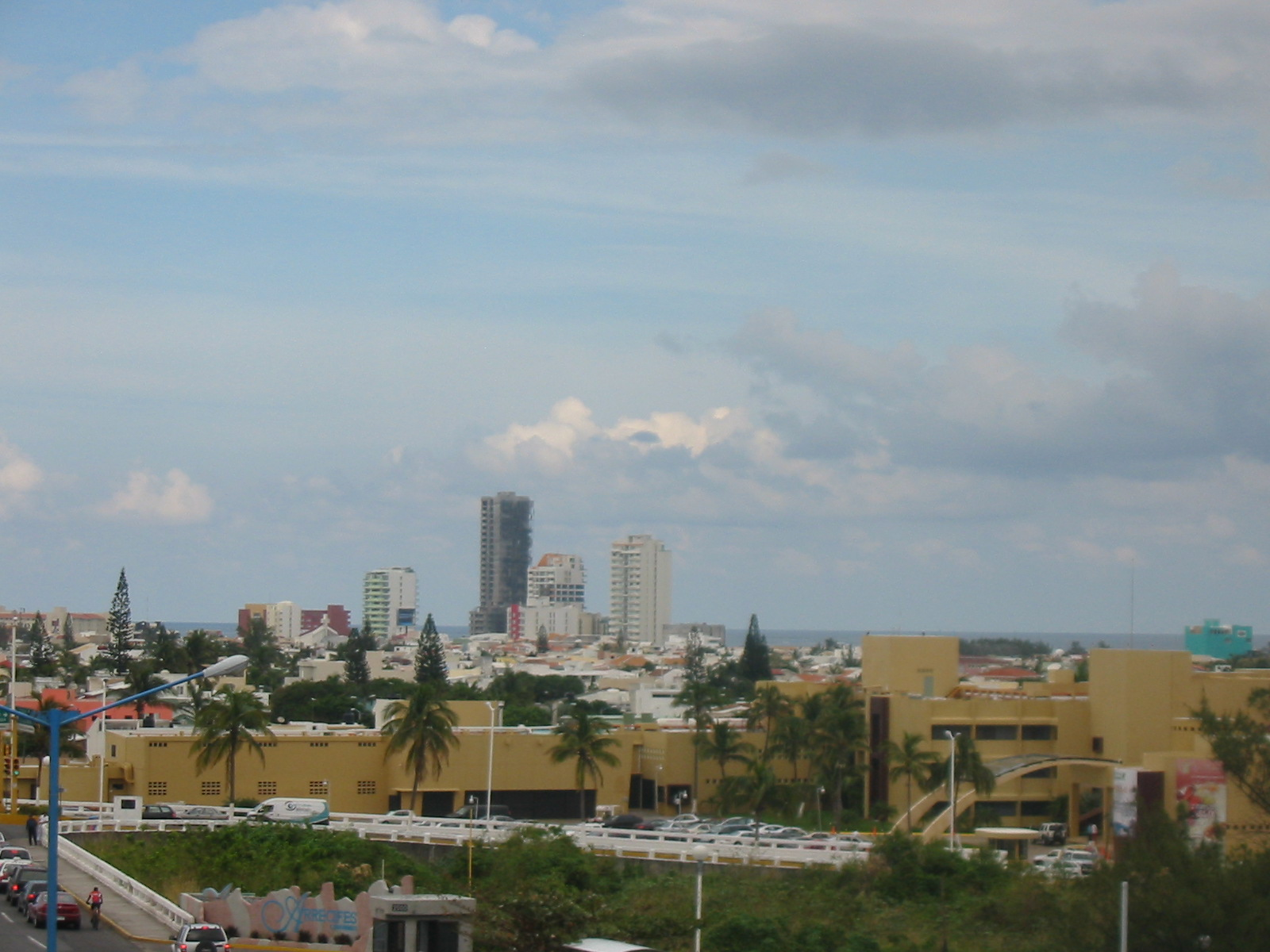
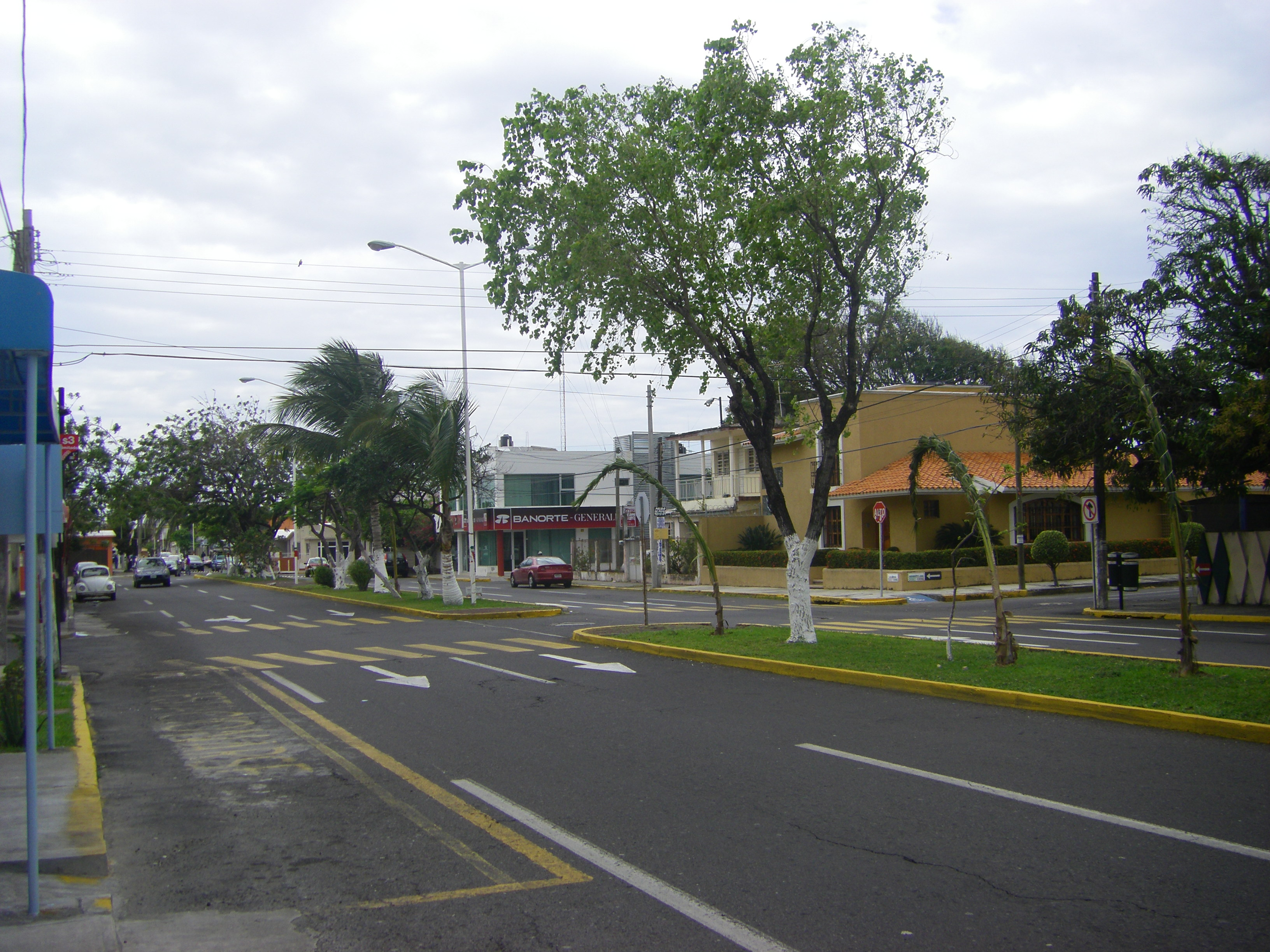
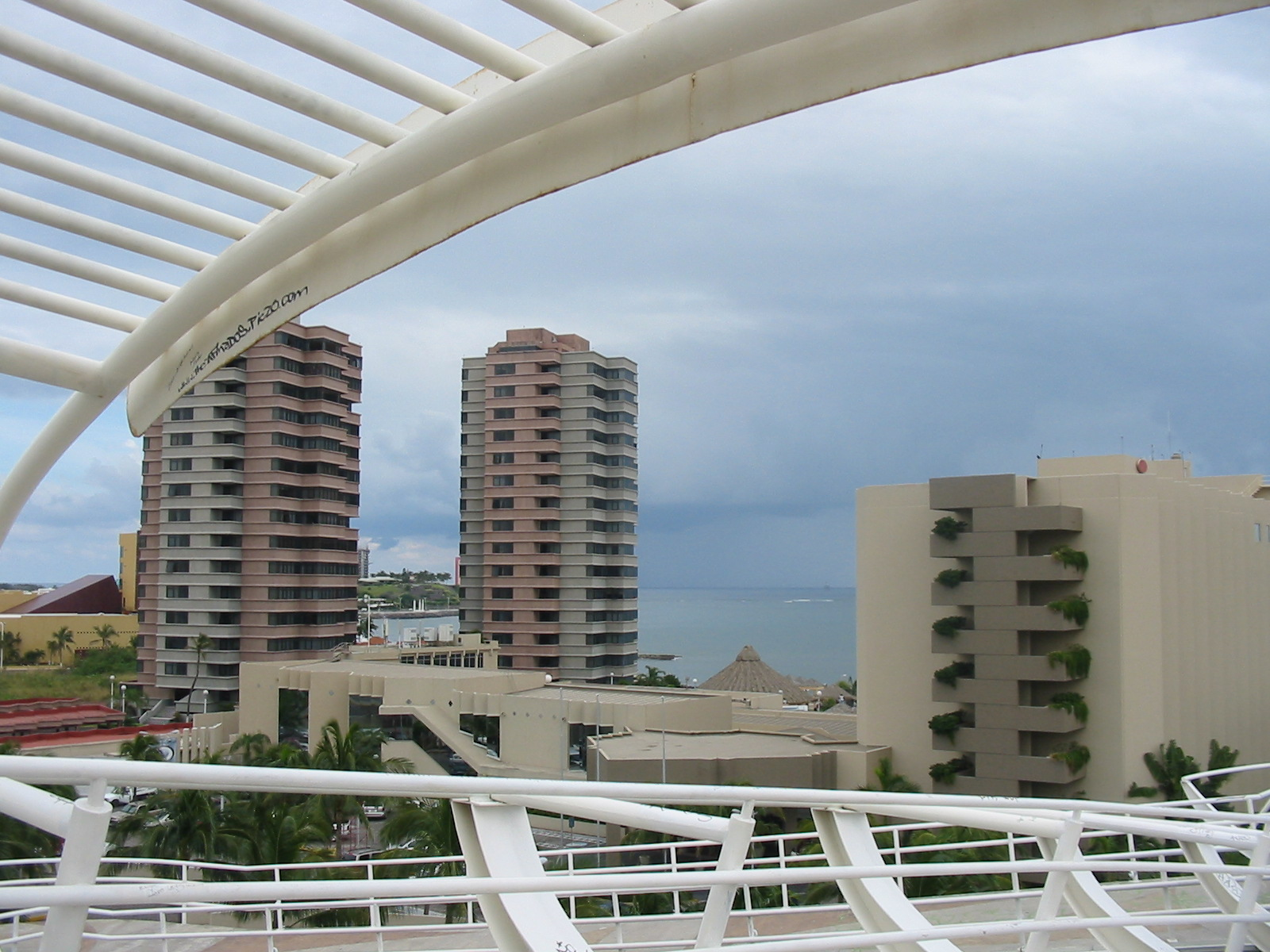
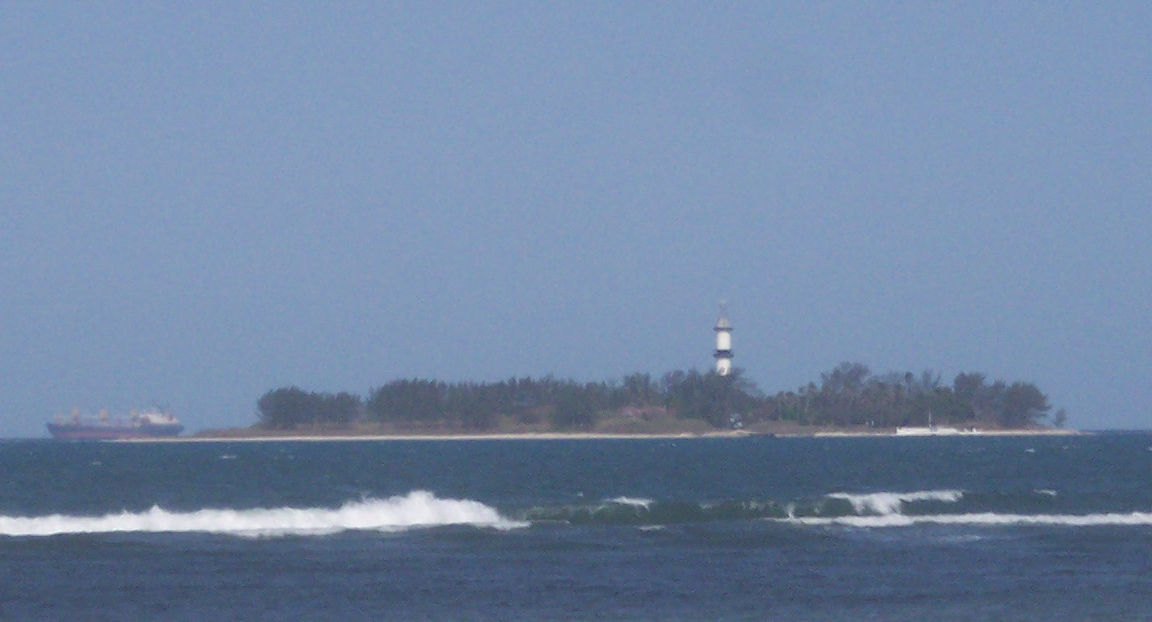
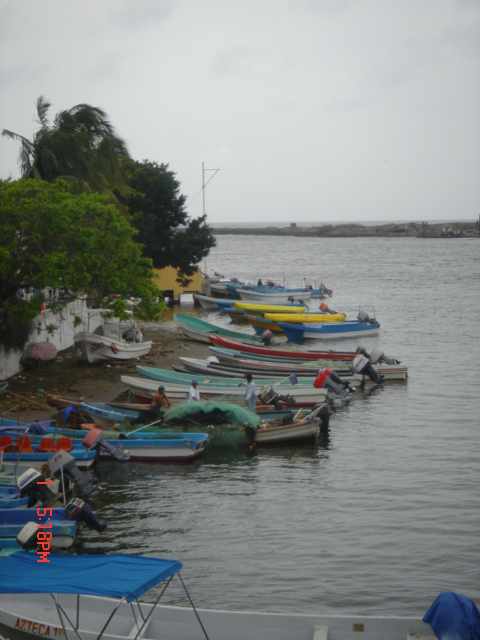
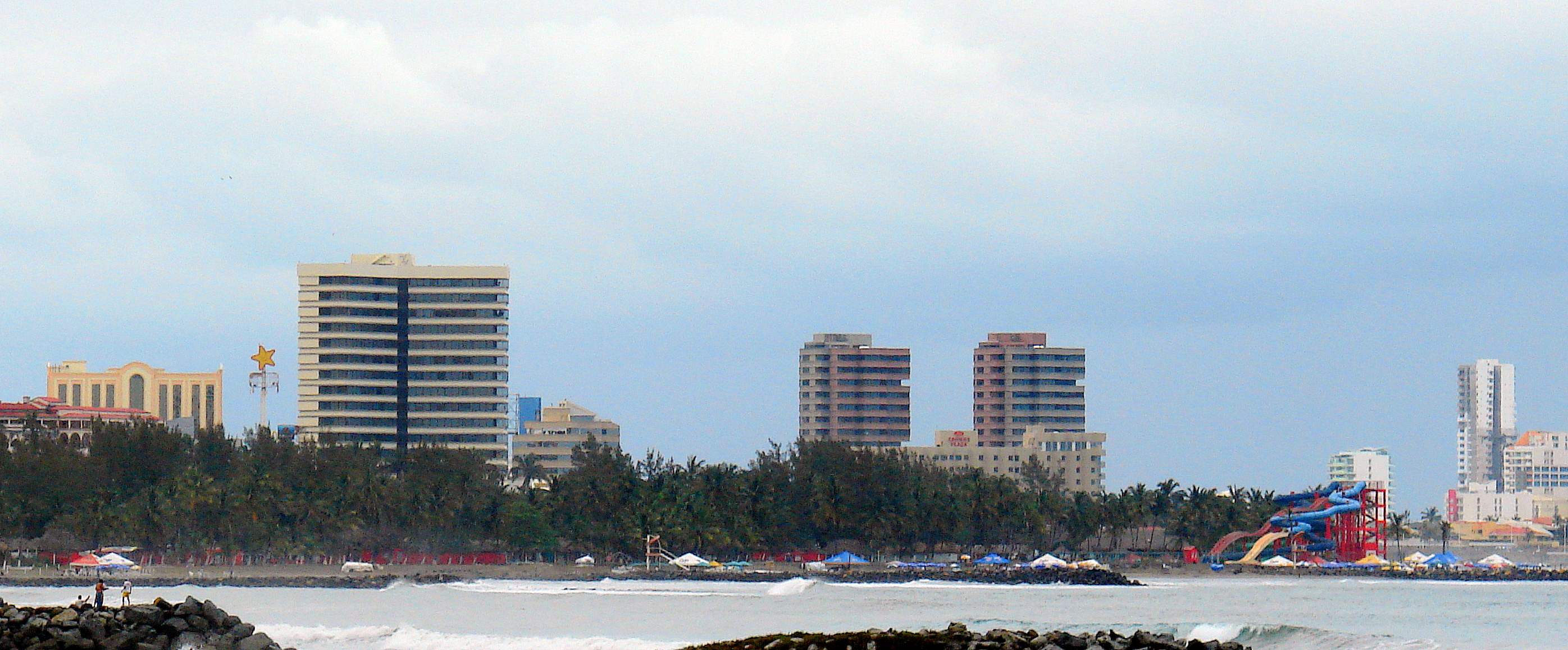